# Gewone wolvezelkop
De gewone wolvezelkop (Inocybe lanuginosa, synoniem: Inocybe ovatocystis) is een schimmel behorend tot de familie Inocybaceae. Hij komt voor onder loof- en naaldbomen op humusarm tot humusrijk zand, soms op vermolmd hout.

## Kenmerken

### Uiterlijke kenmerken
Hoed
De hoed heeft een diameter van 2,5 tot 3,5 cm. Het oppervlak is vooral in jonge toestand, met opstaande schubjes, bij oudere exemplaren meer wollig-schubbig wordend. De rand is eerst gebogen, daarna recht en uiteindelijk zelfs lichtjes naar boven gebogen. De kleur varieert van bleekgeel tot lichtbruin tot bruin, meestal donkerder in het midden.
Lamellen
De lamellen zijn crème tot beigebruin. De lamelsnede is wit-bewimperd. 
Steel
De steel is 3-8 cm lang en 0,4-1 cm dik. Hij is in de onderste helft wollig. Jonge exemplaren met gordijn. De steel is over vrijwel de gehele lengte vezelig, niet bepoederd.
Geur
Het vlees ruikt muffig of licht spermatisch.

### Microscopische kenmerken
De sporen hebben aantal knobbels of zelfs meer hoekig en meten 7,5–11 × 5–7,5 µm. De basidia meten 29–32 × 9–10 µm. De cheilocystidia zijn dikwandig (met verdikte wand en kristaltop) en meten (32–)50–85 × 10–17(–25) µm. De pleurocystidia zijn knotsvormig en meten tot 35–60 × 10–20 µm. De randen worden geel met KOH.

## Verspreiding
De gewonen wolvezelkop komt voor in Europa, Noord-Amerika en Nieuw-Zeeland. In Nederland komt hij vrij zeldzaam voor. Hij staat op de rode lijst in de categorie 'Kwetsbaar'.

## Vergelijkbare soorten
Hij lijkt op de valse wolvezelkop, maar die soort heeft spoelvormig tot flesvormig pleurocystidia met afmeting 50-80 × 15-25 μm.

## Foto's

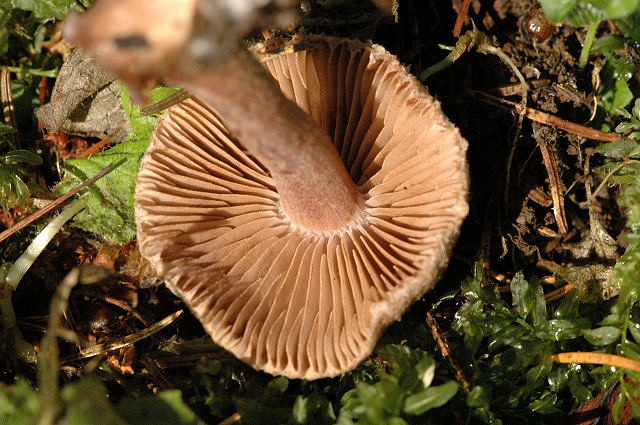
Lamellen
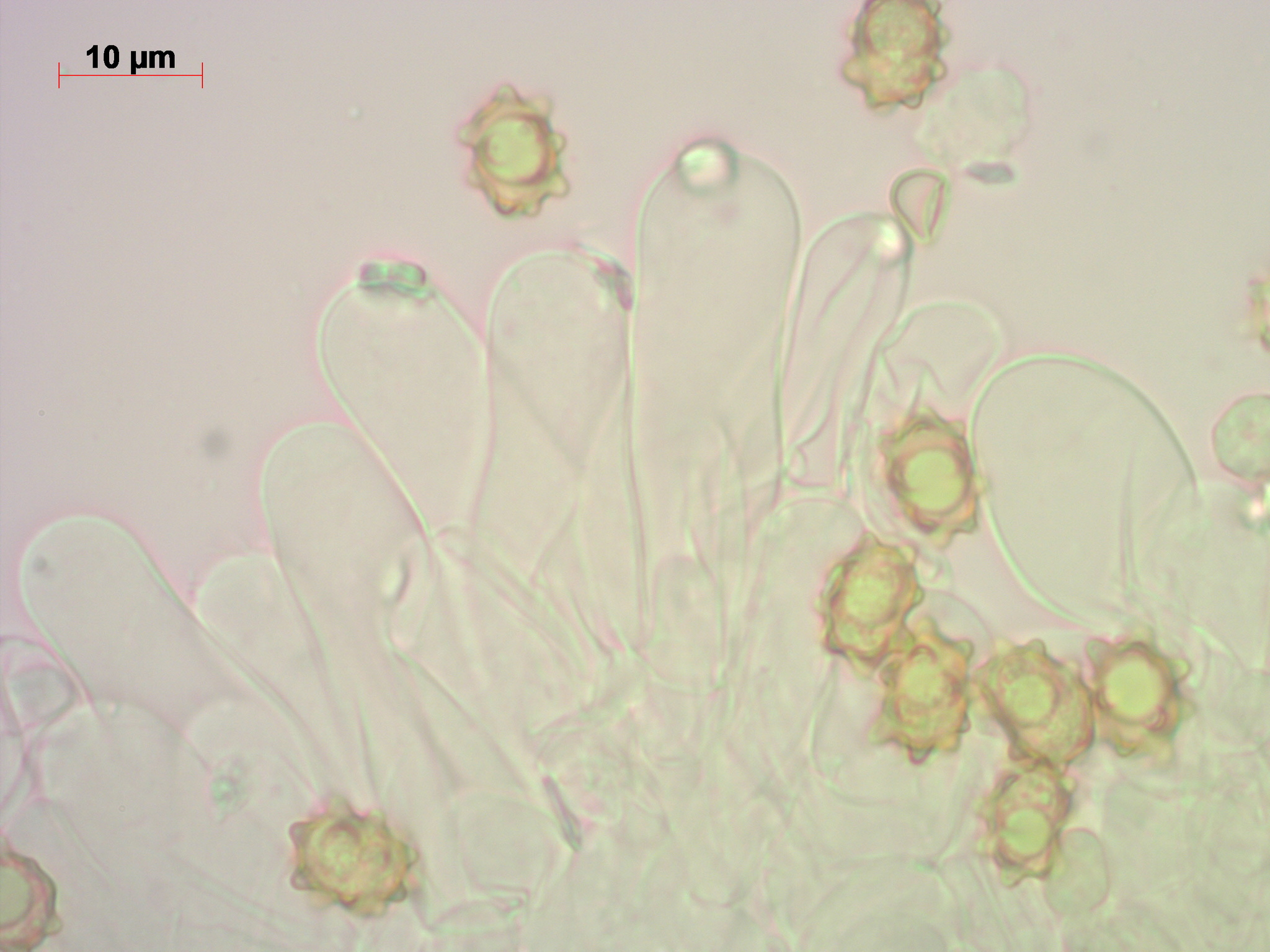
Cystidia
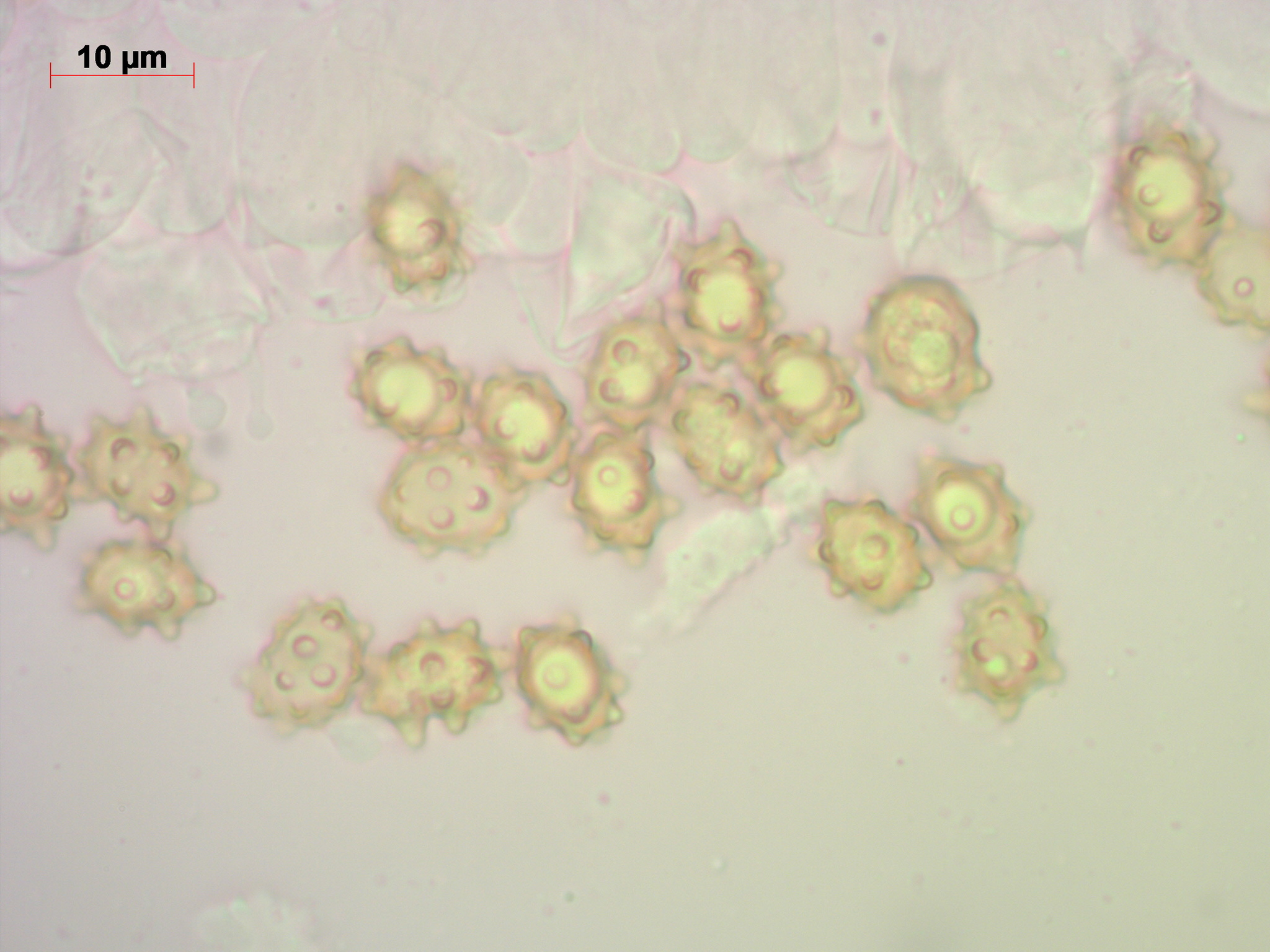
Sporen